# Vive el verano (canción)
«Vive el Verano» es una canción de la cantante mexicana Paulina Rubio perteneciente a su quinto álbum de estudio, Paulina (2000). Fue lanzado primero como sencillo promocional el 4 de julio de 1999 por Universal España, y luego como quinto sencillo del álbum en Europa por Universal Latino, Polydor, Muxxic y Mercury el 19 de junio de 2001. La cantante grabó por primera vez las voces del tema en Madrid —que luego se volvieron a grabar para la versión álbum de la canción— para un programa de televisión español de Antena 3 titulado con el mismo nombre, en el que Rubio ejercía de presentadora. La canción de pop latino fue escrita por Richard Daniel Román e Ignacio Ballesteros, y producida por Francisco Pellicer.
«Vive el Verano» recibió críticas entre mixtas y positivas de los críticos musicales, que elogiaron su producción. La canción alcanzó el éxito en Europa, debutando en las listas musicales de Italia y España. Debido a la demanda de la canción en la radio, se estrenó un videoclip no oficial únicamente en los canales de televisión europeos. En él se ve a Rubio cantando y bailando durante la mayor parte del vídeo. 

## Listas
| País   | Lista  | Mejor posición |
| ------ | ------ | -------------- |
| España | Los 40 | 1              |